# Academia Canadiense de Cine y Televisión
La Academia canadiense de Cine y Televisión (en inglés: Academy of Canadian Cinema & Television; en francés: Académie canadienne du cinéma et de la télévision) es una organización sin ánimo de lucro canadiense creada en 1979 para el reconocimiento de la labor de los cerca de 4000 profesionales de la industria del cine y la televisión de dicho país norteamericano. 
El programa de premios nacionales de la Academia incluyen:
- Los premios Genie, para honrar al mejores en el mundo del cine (equivalente canadiense de los Oscars de EE. UU.)
- Los Prix Gémeaux, que premia a los mejores en la televisión y cine cuya nacionalidad principal sea la canadiense y versión original sea el francés.
- Los premios Gemini dirigidos a los mejores de la televisión y cine cuya nacionalidad principal sea la canadiense y versión original sea el inglés.

En el año 2013 la Academia decidió fusionar los premios Genie (cine) y los Gemini (TV) en una sola ceremonia, y pasaron a llamarse "Canadian Screen Awards".
Las funciones de la Academia son:
- Premiar logros extraordinarios.
- Llamar la atención del público e incrementar la audiencia y la valoración de las películas y producciones televisivas canadienses, por medio de los premios arriba reseñados.
- Organizar los eventos que favorezcan el encuentro de intercambio entre los profesionales del sector.
- Sostener el un programa nacional de aprendizaje, desarrollo y mejora profesional, creativo de alta calidad.

## Premios desde el año 2013 otorgados por Academia Canadiense de Cine y Televisión
- Los premios Gemini, que premia a los mejores de la televisión y cine cuya nacionalidad principal sea la canadiense y versión original sea el inglés.
- Los Prix Gémeaux, que premia a los mejores en la televisión y cine cuya nacionalidad principal sea la canadiense y versión original sea el francés.
- Los premios Canadian Screen Awards, que premia a los mejores de la televisión y cine cuya nacionalidad principal sea la canadiense y versión original da exactamente igual la que sea. (Idioma inglés, Idioma francés, idioma nunavut, idioma ojibwa, idioma cree, idioma inuit, Idioma dené suliné, idioma español etcétera)

Canadian Screen Awards son los premios equivalentes a Premios Emmy y Premios Óscar en Canadá.